# Константиново (Свирский сельсовет)
Константиново (бел. Канстанцінава) — деревня в Мядельском районе Минской области Беларуси. Входит в состав Свирского сельсовета. Население 174 человека (2009).

## География
Константиново находится в северо-западном углу Минской области неподалёку от точки, где сходятся Минская, Витебская и Гродненская область, в 7 км к северо-востоку от северной оконечности озера Свирь и посёлка Свирь. В 20 км к северо-западу проходит граница с Литвой. Местность принадлежит бассейну Немана, в 7 км к западу от деревни протекает река Страча. Через Константиново проходит автодорога — Р45.

## История
До второй половины XVIII века местечко называлось Слободка, переименование произошло при Константине Хоминском, владевшим этими землями в конце XVIII века. В 1769 году Хоминский построил в имении католическую часовню, а в 1793 году на его средства в Константиново был построен деревянный католический храм, освящённый во имя Вознесения Девы Марии.
В 1795 году в результате третьего раздела Речи Посполитой Константиново вошло в состав Российской империи, где стало деревней Свенцянского уезда Виленской губернии.
В 1812 году в ходе войны с Наполеоном деревня и костёл сгорели. В 1820—1826 годах владелец имения Франтишек Пашкевич вёл строительство каменного здания Вознесенского костёла, однако его смерть оставила строение незаконченным. Несмотря на это, незавершённая постройка была освящена и функционировала как действующая церковь.
В 1896 году граф Виктор Старжинский и пан Александр Хоминский, владевшие несколькими имениями в данной местности, выделили средства на достройку храма. Завершённое строение приобрело черты неоклассицизма. Помимо этого костёльная территория была обнесена оградой из бутового камня со внушительных размеров брамой (воротами).
В 1868 году местечко насчитывало 136 жителей, в 1897 году здесь было 64 жителя, функционировали костёл, народное училище, магазин, трактир.
В результате Рижского мирного договора 1921 года Константиново вошло в состав межвоенной Польши, где была в составе Виленского воеводства. С 1939 года в БССР. Католический храм Вознесения Девы Марии — один из немногих костёлов в данной местности, который не был закрыт в советское время и продолжал действовать непрерывно с момента постройки до наших дней.

## Достопримечательности
- Католическая церковь Вознесения Девы Марии. Построена в 1826 году (достроена в 1896 году). Действует. Обнесена каменной оградой с воротами. Рядом деревянное здание старой плебании (конец XIX-начало XX века) и новое каменное здание приходского центра (1997 год).
- Хозпостройка бывшей дворянской усадьбы (конец XIX-начало XX века).
- Католическое кладбище с небольшой часовней